# Juan Carlos Amat
Juan Carlos (Amat), katalanisch Joan Carles i Amat, (* 1572 in Monistrol de Montserrat; † 10. Februar 1642 ebenda) war ein spanischer Arzt und Musiker.
Juan Carlos studierte an der Universität von Valencia und wurde dort um 1595 promoviert. Er heiratete im Jahr 1600, wurde 1618 Gemeinde- und Armenarzt und war bis zu seinem Tod Mitglied des Stadtrats von Monistrol. Am 1. Januar 1642 war er noch zum Bürgermeister seiner Stadt ernannt worden.

## Veröffentlichungen
Juan Carlos, wie er sich auch selbst nannte, der aber in Fachkreisen häufig unter dem Namen seiner Mutter als Amat zitiert wird (sein Vater hieß Joan Carles, seine Mutter Joana Amat), veröffentlichte als Arzt mehrere medizinische Schriften, so ein heute nicht mehr näher belegbarer Pesttraktat und ein in Latein verfasstes Werk mit dem Titel Fructus Medicinae, ex variis galeni locis decerpti (Lyon 1627). Besonders erfolgreich war er als Literat: seine Sammlung von katalanischen Aphorismen erfuhr bereits zu Lebzeiten mindestens 20 Auflagen und wurde als Schulbuch bis ins 19. Jahrhundert immer wieder aufgelegt.

### Das Lehrwerk für Barockgitarre
Sein zweites Werk, das die Zeiten überdauern konnte, war der 1596 erstmals veröffentlichte Traktat für die fünfchörige Barockgitarre, das erste Gitarrenlehrbuch in spanischer Sprache. Das Buch wurde mehrfach in Spanisch, Katalanisch und Valencianisch aufgelegt.

#### Erhaltene Ausgaben
Die ältesten erhaltenen Exemplare stammen aus den Jahren 1626 (heute in der Newberry Library, Chicago) und 1627 (BNE, Biblioteca Nacional de España), die letzte nachweisbare Auflage erschien 1758 (BNE: Signatur
MC/3602/28).
Ab 1639 erscheinen die Ausgaben nicht nur mit Anhängen in katalanischer Sprache bzw. valencianischem Dialekt, sondern auch unter einem erweiterten Titel, so z. B. 1701 bzw. 1758 als Guitarra española, y vandola en dos maneras de guitarra, castellana, y cathalana [1758: valenciana] de cinco ordenes […].
Die Erweiterungen des ursprünglichen Titels beziehen sich einerseits auf die lautenartige Bandola (vandola), deren Saitenintervalle der Stimmung der Renaissancelaute entsprachen (4-4-3-4-4), andererseits auf zwei unterschiedliche Spielarten der Gitarre, der kastilischen (castellana) und der katalanischen (cat[h]alana), auf die der Autor im weiteren Verlauf aber nicht eingeht, und bei denen es sich möglicherweise lediglich um zwei unterschiedliche Methoden der Akkordbezifferung handelt.

#### Beschreibung des Werks
Das Werk selbst besteht aus neun Kapiteln, deren Inhalt sich trotz der Beschränkung auf elementare Akkordgriffe mit Anschlägen im Rasgueadostil keinesfalls nur an weniger ambitionierte Liebhaber richtet, da die Intention des Autors auf eine Hilfestellung zur leichteren Ausführung auch schwierigerer, also anspruchsvoller Musik abzielt.
Zunächst beschreibt der Autor die Besaitung der fünfchörigen Gitarre, deren 1. Chor nur einsaitig ist, während die restlichen Chöre jeweils doppeltsaitig bespannt werden. Im weiteren Verlauf erläutert er die Funktion der Bünde (2. Kapitel) und beschreibt die Griffbrettpositionen der Dur- und Mollakkorde (3. und 4. Kapitel), gefolgt von der Darstellung eines vom Autor entwickelten, ausgeklügelten Systems zum Auffinden und Transponieren der Akkordgriffe in alle Tonarten, bestehend aus einem kreisförmigen Diagramm und einer Ziffernnotation.
Das Werk endet mit einer Demonstration seiner Notationmethode anhand der damals populären Romanesca Guardame las vacas in zwölf Tonarten (8. Kapitel) und einem kurzen Exkurs zur vierchörigen Gitarre im 9. Kapitel. In diesem letzten Kapitel ist die Überschrift guitarra de siete ordenes (siebenchörige Gitarre) als siete cuerdas (siebensaitige, also vierchörige Gitarre) zu lesen, wie es auch im Inhaltsverzeichnis des Buches korrekt vermerkt ist. Dieser offensichtliche Fehler wurde ungeprüft in alle nachfolgenden Ausgaben übernommen.

#### Die musikgeschichtliche Bedeutung des Lehrwerks
Aus heutiger Perspektive bietet das Lehrwerk von Juan Carlos Amat zwar kaum Informationen zur Spieltechnik der Barockgitarre, dafür erweist es sich aber in seiner theoretischen Konzeption als frühe, und daher historisch bedeutsame Quelle zur Entwicklungsgeschichte der Dur-Moll-Tonalität.
So kommt Ruben Melendez in der Zusammenfassung seiner Masterarbeit aus dem Jahre 2019 zu folgendem Schluss (Übersetzung nach dem englischen Original):

„Amat führt ein neues theoretisches, pädagogisches, praktisches und notationstechnisches Instrumentarium zur Erklärung des Rasgueado-Stils ein. Amats Methoden des Arrangierens und Begleitens von Musik auf der Gitarre zeigen, dass er (...) ein Verständnis von Akkordumkehrungen, Akkordtheorie und diatonischer Dur-Moll-Harmonie hatte. Seine Abhandlung markiert die definitive Verschiebung in der Musikgeschichte weg von den kirchlichen Modi und hin zu einer auf der Dur-Moll-Tonalität und einer auf den diatonischen Stufen basierenden Harmonie. Viele der theoretischen Konzepte in Amats Traktat gehen ihrer Formalisierung (z.B. durch Theoretiker wie Jean-Philippe Rameau, Anmerkung des Übersetzers) um mehrere Jahrzehnte voraus.“